# Inotrop
Inotropi avser hjärtats kontraktilitet. 
En förändring av kontraktiliteten (kontraktilitet = kontraktionskraft vid samma preload och afterload) i hjärtats muskulatur kallas inotrop effekt. Vid ökad kontraktilitet används begreppet "positiv inotrop effekt", och motsvarande "negativ inotrop effekt" vid minskad kontraktilitet.   
Exempel på positivt inotropa läkemedel är Digoxin och Lanoxin. De används vid arytmier och hjärtsvikt.  
Exempel på negativt inotropa läkemedel är bland annat betablockerare. De används för att minska hjärtats arbetsbelastning, exempelvis vid ischemi i hjärtmuskulaturen (angina pectoris).